# TT122
TT122 (Theban Tomb 122) è la sigla che identifica una delle Tombe dei Nobili ubicate nell’area della cosiddetta Necropoli Tebana, sulla sponda occidentale del Nilo dinanzi alla città di Luxor, in Egitto. Destinata a sepolture di nobili e funzionari connessi alle case regnanti, specie del Nuovo Regno, l'area venne sfruttata, come necropoli, fin dall'Antico Regno e, successivamente, sino al periodo Saitico (con la XXVI dinastia) e Tolemaico.

## Titolare
TT122 era la tomba di:
| Titolare                                                           | Titolo                                     | Necropoli           | Dinastia/Periodo                | Note                                                                                      |
| ------------------------------------------------------------------ | ------------------------------------------ | ------------------- | ------------------------------- | ----------------------------------------------------------------------------------------- |
| [Amen]hotep, con cappella intestata ad Amenemhat (vedi anche TT58) | entrambi Supervisori dei magazzini di Amon | Sheikh Abd el-Qurna | XVIII dinastia (Thutmosi III ?) | quasi alla sommità del versante nord-est della collina; a nord e più in basso della TT120 |

## Biografia
Genitori di [Amen]hotep furono Aamtju Ahmose, Visir, titolare della tomba TT83 e Tahamethu. Figlio di [Amen]hotep fu Merymaat, Secondo Profeta di Amon, mentre suoi fratelli furono Ankheperkhara, Profeta di Montu, e User (?) (tomba TT61). Padre di Amenemhat fu invece Neferhotep, Profeta, mentre sua moglie fu Esnub..

## La tomba
Una lunga sala presenta, sulla parete sud, tre cappelle una delle quali presenta un passaggio, impraticabile, verso la TT58. Sulle pareti della sala resti di testo e liste di offerte, nonché banchetto funebre e scene di offertorio di [Amen]hotep con i fratelli Ankheperkhara e User. Nelle cappelle dedicate ad Amenemhat, due donne con abiti e incenso dinanzi al defunto e scene di rituali funebri con preti purificatori dinanzi alla mummia.

### Annotazioni
1. ↑  La prima numerazione delle tombe, dalla numero 1 alla 253, risale al 1913 con l’edizione del "Topographical Catalogue of the Private Tombs of Thebes" di Alan Gardiner e Arthur Weigall. Le tombe erano numerate in ordine di scoperta e non geografico; ugualmente in ordine cronologico di scoperta sono le tombe dalla 253 in poi.
2. ↑  I campi della Duat, ovvero l'aldilà egizio, si trovavano, secondo le credenze, proprio sulla riva occidentale del grande fiume.
3. ↑  Nella sua epoca di utilizzo, l'area era nota come "Quella di fronte al suo Signore" (con riferimento alla riva orientale, dove si trovavano le strutture dei Palazzi di residenza dei re e i templi dei principali dei) o, più semplicemente, "Occidente di Tebe".
4. ↑  le Tombe dei Nobili, benché raggruppate in un'unica area, sono di fatto distribuite su più necropoli distinte.
5. ↑  Le note, sovente di inquadramento topografico della tomba, sono tratte dal "Topographical Catalogue" di Gardiner e Weigall, ed. 1913 e fanno perciò riferimento alla situazione dell'epoca.
6. ↑  Data la imprecisione della parte iniziale del nome, la tomba TT122 venne assegnata da Gardiner e Weigall a Neferhotep.

### Fonti
1. ↑  Gardiner e Weigall 1913.
2. ↑  Donadoni 1999,  p. 115.
3. ↑  Gardiner e Weigall 1913, p. 26.
4. 1 2 3  Porter e Moss 1927,  p. 235.
5. ↑  Gardiner e Weigall 1913, pp. 26-27.
6. ↑  Porter e Moss 1927,  pp. 235-236.